# Ácido biliar

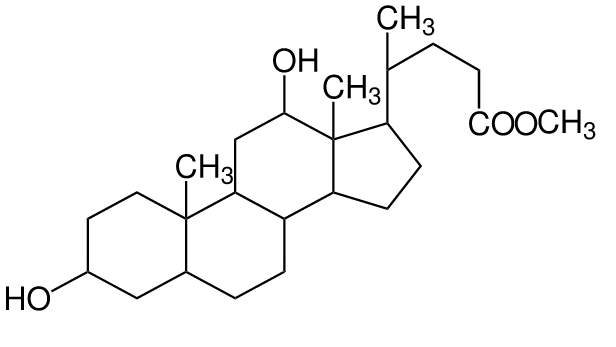
Estructura química del desoxicolato de metilo

Los ácidos biliares son moléculas anfipáticas (moléculas  que son a la vez solubles y no solubles en agua) con un esqueleto esteroidal que son producidas por las células del hígado a partir del colesterol. En la literatura biomédica se suele englobar con este término a aquellos compuestos de 24 átomos de carbono propios de los vertebrados «modernos» (como humanos y roedores), en contraposición con los compuestos de 25 a 27 carbonos de los vertebrados «primitivos» (como celacantos y tiburones) o menos primitivos (como reptiles y anfibios).
Los ácidos biliares están compuestos de un anillo ciclopentanoperhidrofenantreno tetracíclico que contiene tres anillos de seis unidades (A, B y C), un anillo de cinco unidades (D), un núcleo esteroidal y una cadena alifática lateral corta.
Son derivados estructurales del ácido cólico, que se caracteriza por tener en el carbono17 una cadena alifática ramificada de 5 átomos de carbono, destacando:
- El ácido cólico (hidroxilado en posición 3α, 7α y 12α).
- El ácido desoxicólico (hidroxilado en posición 3α y 12α).
- El ácido litocólico (hidroxilado en posición 3α).
- El ácido hiodeoxicólico (hidroxilado en posición 3α y 6α).
- El ácido quenodesoxicólico (hidroxilado en posición 3α y 7α).
- El ácido ursodesoxicólico (hidroxilado en posición 3α, 7β).

Componen la bilis, en la que se encuentra formando sales que actúan como detergentes en el intestino delgado, al disminuir la tensión superficial de las grasas, provocando la emulsión de las mismas, que se degradarán posteriormente por la acción de las lipasas.
Son necesarios para la absorción de las vitaminas liposolubles. Tienen una acción catártica suave, mejoran el drenaje biliar y evitan la presencia de infecciones, ya que la bilis es un excelente caldo de cultivo.
Con gran frecuencia aparecen conjugados con glicina y taurina. Así, el ácido cólico formará los ácidos glicocólico y taurocólico respectivamente, formando el grupo de los ácidos biliares secundarios.

Recientemente se está viendo que además son moléculas relevantes en la señalización celular y que actúan tanto en el hígado como en otros órganos y tejidos. De hecho, a través de la activación de receptores como el de la vitamina D u otros receptores nucleares (FXR, NR1H4)) regulan rutas metabólicas de lípidos y de hidratos de carbono, siendo sus efectos importantes en la homeostasis energética del organismo.
Aunque parezca paradójico, las sales biliares no son las sales de los ácidos biliares, sino las sales sódicas o potásicas de los ácidos taurocólicos o glicocólicos.